# UTS2B
UTS2B (англ. Urotensin 2B) – білок, який кодується однойменним геном, розташованим у людей на 3-й хромосомі. Довжина поліпептидного ланцюга білка становить 119 амінокислот, а молекулярна маса — 13 749.
| 10         |  | 20         |  | 30         |  | 40         |  | 50         |
| ---------- |  | ---------- |  | ---------- |  | ---------- |  | ---------- |
| MNKILSSTVC |  | FGLLTLLSVL |  | SFLQSVHGRP |  | YLTQGNEIFP |  | DKKYTNREEL |
| LLALLNKNFD |  | FQRPFNTDLA |  | LPNKLEELNQ |  | LEKLKEQLVE |  | EKDSETSYAV |
| DGLFSSHPSK |  | RACFWKYCV  |  |            |  |            |  |            |

A: Аланін

C: Цистеїн

D: Аспарагінова кислота

E: Глутамінова кислота

F: Фенілаланін

G: Гліцин

H: Гістидин

I: Ізолейцин

K: Лізин

L: Лейцин

M: Метіонін

N: Аспарагін

P: Пролін

Q: Глутамін

R: Аргінін

S: Серин

T: Треонін

V: Валін

W: Триптофан

Кодований геном білок за функцією належить до гормонів. 
Секретований назовні.